# Arthur Aylesworth
Arthur Aylesworth est un acteur américain né le 12 août 1883 à Apponaug, dans l'État de Rhode Island, et mort le 26 juin 1946 à Los Angeles, en Californie.

## Filmographie partielle
- 1934 : Le Cabochard (The St. Louis Kid) de Ray Enright
- 1934 : Dames (Dames) de Ray Enright et Busby Berkeley : Conducteur du train
- 1934 : Mariage secret (The Secret Bride) de William Dieterle : Lieutenant Tom Nigard
- 1934 : L'Homme aux deux visages (The Man with Two Faces)
- 1934 : The Case of the Howling Dog d'Alan Crosland
- 1934 : La Fine Équipe (6 Day Bike Rider) de Lloyd Bacon : Col. Jenkins
- 1935 : Les Joies de la famille (Man on the Flying Trapeze) de Clyde Bruckman : Juge à la Cour
- 1935 : The Nitwits de George Stevens
- 1935 : Brigade spéciale (Men Without Names) de Ralph Murphy : Drew
- 1936 : The President's Mystery de Phil Rosen
- 1937 : Behind the Mike de Sidney Salkow
- 1937 : Le Dernier Négrier (Slave Ship) de Tay Garnett : L'étranger
- 1937 : Chasseurs d'images ou Les Lanciers du déserts (I Cover the War) d'Arthur Lubin
- 1937 : Week-end mouvementé (Fifty Roads to Town) de Norman Taurog
- 1938 : Pilote d'essai (Test Pilot) de Victor Fleming : Frank Barton
- 1939 : Sur la piste des Mohawks (Drums Along the Mohawk) de John Ford : George Weaver
- 1939 : Jeunesse triomphante (Dust Be My Destiny) de Lewis Seiler
- 1939 : Le Retour de Cisco Kid (The Return of the Cisco Kid) de Herbert I. Leeds
- 1939 : Terreur à l'ouest (The Oklahoma Kid) de Lloyd Bacon : Juge Morgan
- 1939 : 6000 Enemies, de George B. Seitz : Phil Donegan
- 1939 : Hommes sans loi (King of the Underworld) de Lewis Seiler
- 1940 : La Vie de Thomas Edison (Edison, the Man) de Clarence Brown : Bigelow
- 1940 : Dancing on a Dime de Joseph Santley
- 1940 : Les Révoltés du Clermont (Little Old New York) de Henry King : Le capitaine
- 1940 : Jeunesse (Young People) d'Allan Dwan : Le portier
- 1942 : La Péniche de l'amour (Moontide) d'Archie Mayo : Pop Kelly, la victime